# Kアリーナ横浜
Kアリーナ横浜（Kアリーナよこはま）は、神奈川県横浜市西区みなとみらいにある音楽専用アリーナ。ケン・コーポレーションの子会社であるKアリーナマネジメントが運営する。収容人数は約20,000人（座席数：20,033席）。2023年9月29日開業。
本項では当アリーナのほか、ホテルやオフィスビルなどを含めた「ミュージックテラス」についても記載する（後節参照）。

## 概要
横浜市が実施していたみなとみらい地区60街区から62街区における開発事業者の公募で、2017年11月、音楽専用アリーナ・ホテル・賃貸オフィスなどからなる大規模複合施設（複数棟）を60・61街区（一部、帷子川運河側）に開発するという同社の事業提案が選定された。本事業計画は2019年2月、国土交通大臣より民間都市再生事業計画の認定を受けている。その後、当初の着工スケジュール（2019年6月着工、2021年度竣工予定）から遅れはあったものの、計画名称「Kアリーナプロジェクト」として2020年8月に着工し、2023年7月に竣工。当アリーナは同年9月29日に開業した。また、当初の事業提案通り音楽専用アリーナだけでなく、隣接地には横浜初進出となるホテル「ヒルトン横浜」とオフィスビル「Kタワー横浜」も完成し、これらを含めた開発街区全体の名称を「ミュージックテラス」（後節も参照）としている。なお、当アリーナの開業に先駆けて同年9月24日にはヒルトン横浜が開業した。
こけら落とし公演は地元横浜出身のゆずの「YUZU SPECIAL LIVE 2023 HIBIKI」で、開業直前に発表されたゆずの楽曲「ビューティフル」のMVは開業前のKアリーナにて収録されている。以降、開業後から同年12月まで「Kアリーナ横浜グランドオープニングシリーズ」と題して、多彩なジャンルのライブやコンサートが開催された。
2023年11月から2024年11月までの1年間のライブ動員数は184万人で、ニューヨークのマディソン・スクエア・ガーデン（200万人）に次ぐ世界第2位の動員数であった。
当アリーナ建設時より計画されていた「高島水際線デッキ」は、2025年3月27日に暫定開通を迎えた（詳細は後節）。

## 施設
「アーティストに最上の舞台を オーディエンスに最高の記憶を」をコンセプトにした、世界最大級の音楽特化型施設である。
建物は地上9階建て、高さ約45メートル、延床面積53,853平方メートル。座席数は最大2万33席で、アリーナをスタンディングにした場合2万2000人を収容する。観客席はレベル1（1階）がアリーナ、レベル3（3階）がロアースタンド、レベル5（5階）がミドルスタンド、レベル7（7階）がアッパースタンドという構造になっている（メインエントランスはレベル3）。
すべての座席がステージに正対する扇型の配置になっており、客席側からもステージ側からも距離感が近く、会場の一体感を創出しやすい。スタンド席は前列の観客の頭と重ならないよう位置をずらした千鳥配列になっている。アリーナを含め全席ファブリックシートを採用しており、ミドルスタンド中央前方には赤いシートのバルコニー席がある。
通常のアリーナクラスの会場は機材を持ち込んで設営するのが一般的だが、Kアリーナ横浜は映像・音響・照明などの舞台特殊設備を常設している（システムインテグレーションはソニーマーケティングが担当）。音響は各席にむらなく均一に音が届くよう、フランス製のスピーカー「L-acoustics」を約200個配置している。
音楽イベント以外にMICE利用にも対応し、アリーナ部分を利用した大規模パーティーや講演会、発表会、eスポーツなども行える。
その他の特徴
- 館内11ヶ所に売店を配置するほか、レベル5に約400席の飲食スペース「Lounge 5」、レベル7に約120席のバーラウンジ「Arena Bar 7」を設営する（すべてキャッシュレス方式）。バーラウンジは平日営業日と公演日の終演後はチケットなしでも入店でき、23時まで営業している（ラストオーダーは22時）。
- 館内外に6,240個のロッカー（コイン式）を設置。
- レベル6（ミドルスタンド中央後方）には主催者専用の豪華なVIPラウンジがある。その両脇にはVIP BOXが5室ずつあり、企業向けに販売されている。
- 主催者側の使い勝手に配慮し、アリーナ内とステージ裏にトラックが停められ、設営・撤収時間を短縮できる。

## ミュージックテラス

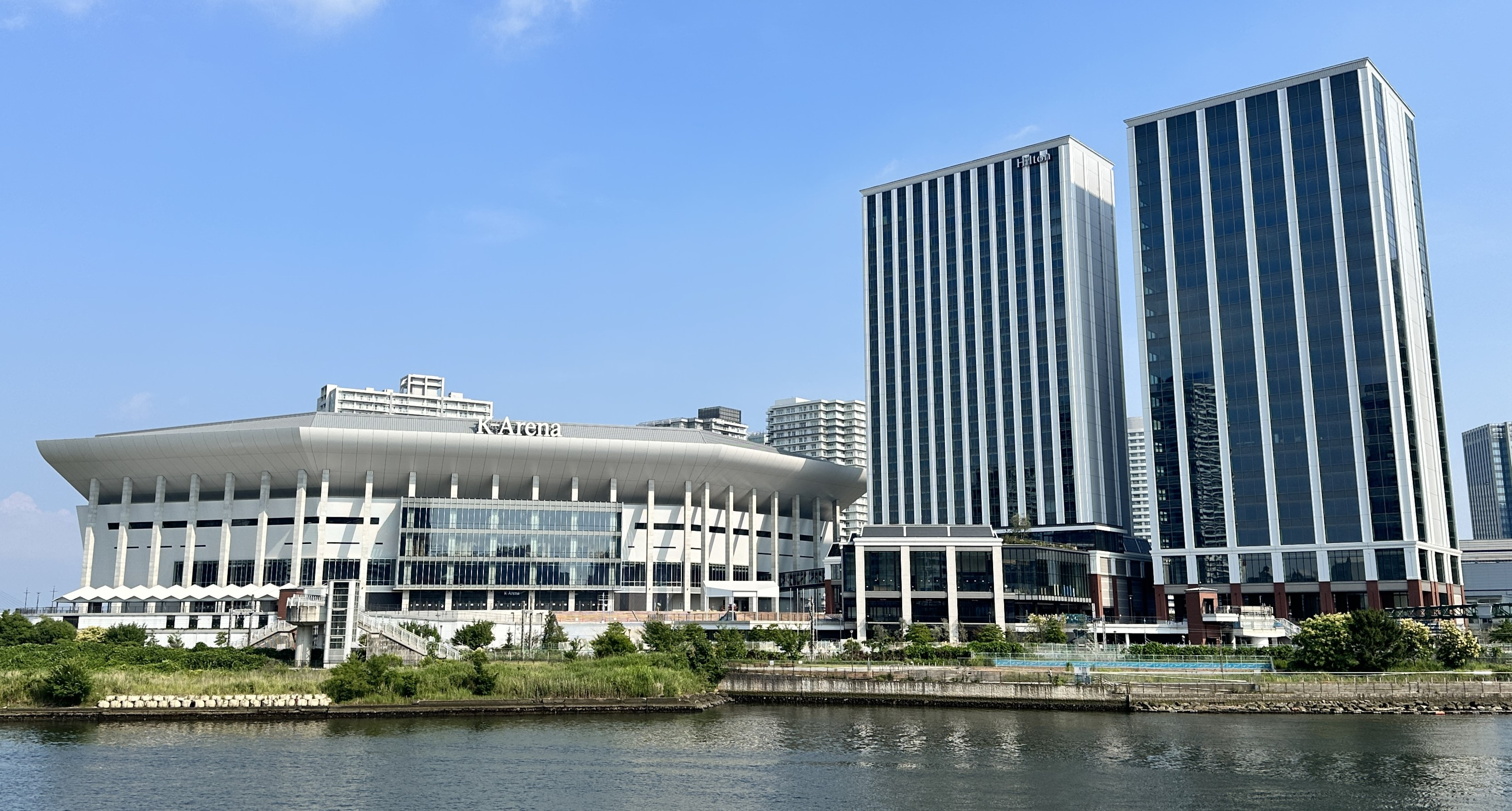
ミュージックテラス全体
左からKアリーナ横浜、ヒルトン横浜、Kタワー横浜（2023年6月撮影）

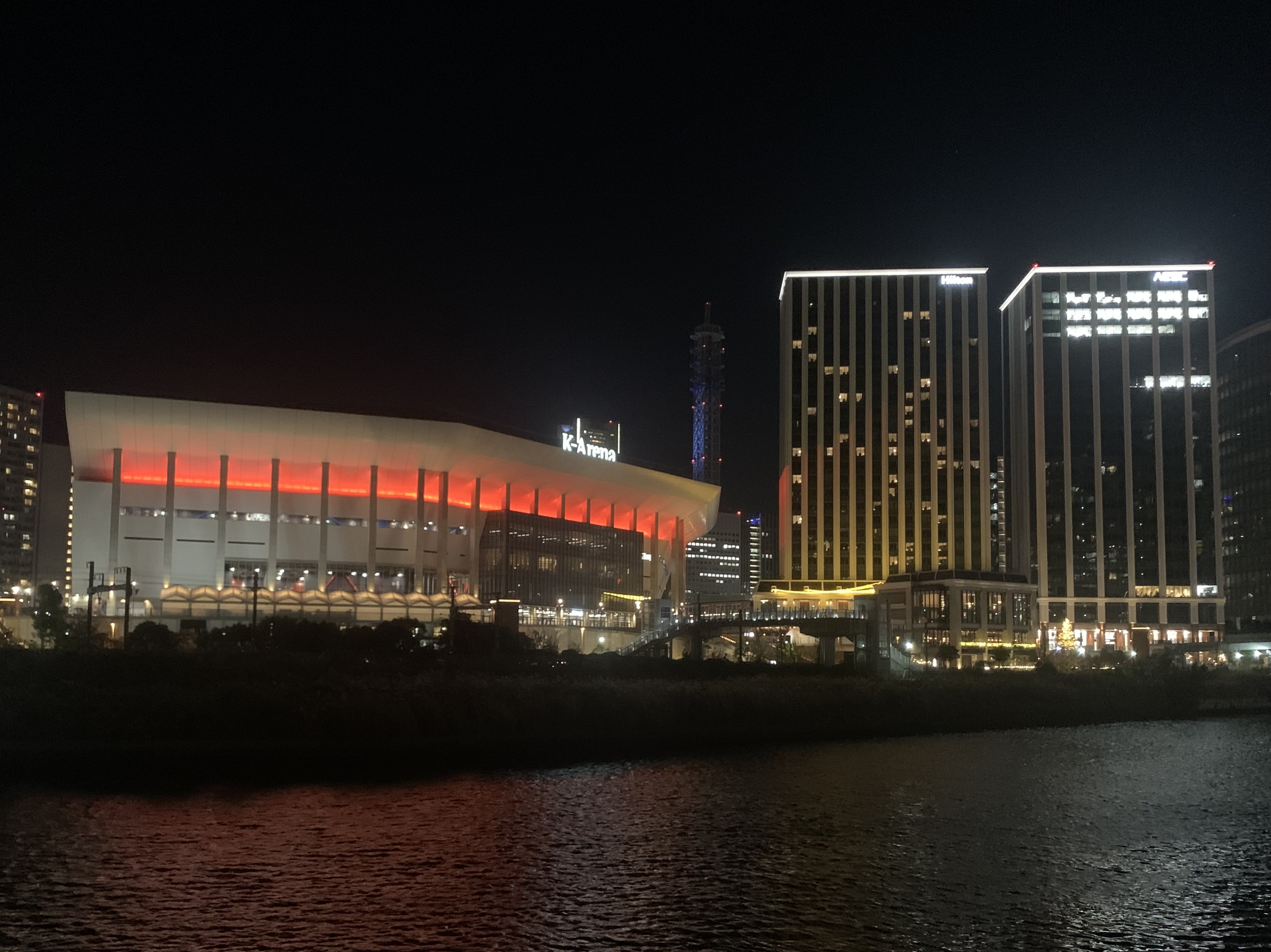
ミュージックテラスの夜間ライトアップ（2023年11月撮影）

当アリーナも含み以下の施設から構成される。イベントスペースでは「Kアリーナ横浜」で開催されるイベントとも連動し、ウッドデッキにはレストランやカフェがあるほか、キッチンカーも出ている。また、コンサート時に使えるグッズを販売するショップやコンビニなども設置されている。
メイン施設
- Kアリーナ横浜 - 当施設。
- ヒルトン横浜 - 全339室のホテル。3つのレストランが入る。建築様式「アールデコ」をモチーフに、モダンな横浜の要素を組み込みんだ「YOKOHAMA Déco」をデザインコンセプトとしている。
- Kタワー横浜 - 賃貸オフィスビル。AESCジャパンのグローバル本社が入居する[27]ほか、フロアの一部に運営会社「Kアリーナマネジメント」の本社が入居する。

その他の施設（店舗）・設備
- ビッグステップス/ウォールアート - 壁面アート（武蔵野ルネ作）が飾られた散歩コース。
- Kアリーナショップ（テラスフロア / 営業時間 13時 - 22時まで） - Kアリーナ横浜オリジナルグッズも販売するライフスタイルショップ。
- BAYDECK ~BEER&GRILL~（テラスフロア / 営業時間 11時 - 23時まで）- 138席を有するビアレストラン。
- DIG UP KITCHEN チキンオーバーライス（野外 / 公演時のみ営業 11時 - 15時まで）- キッチンカー。オーバーライス専門店。
- ローソン ミュージックテラス店（グラウンドフロア / 営業時間 7時 - 23時）- コンビニエンスストア。
- マクラーレン横浜（グラウンドフロア / 営業時間 10時 - 18時〈火曜定休〉）- 自動車ショールーム。2024年4月オープン[28]。

## ギャラリー

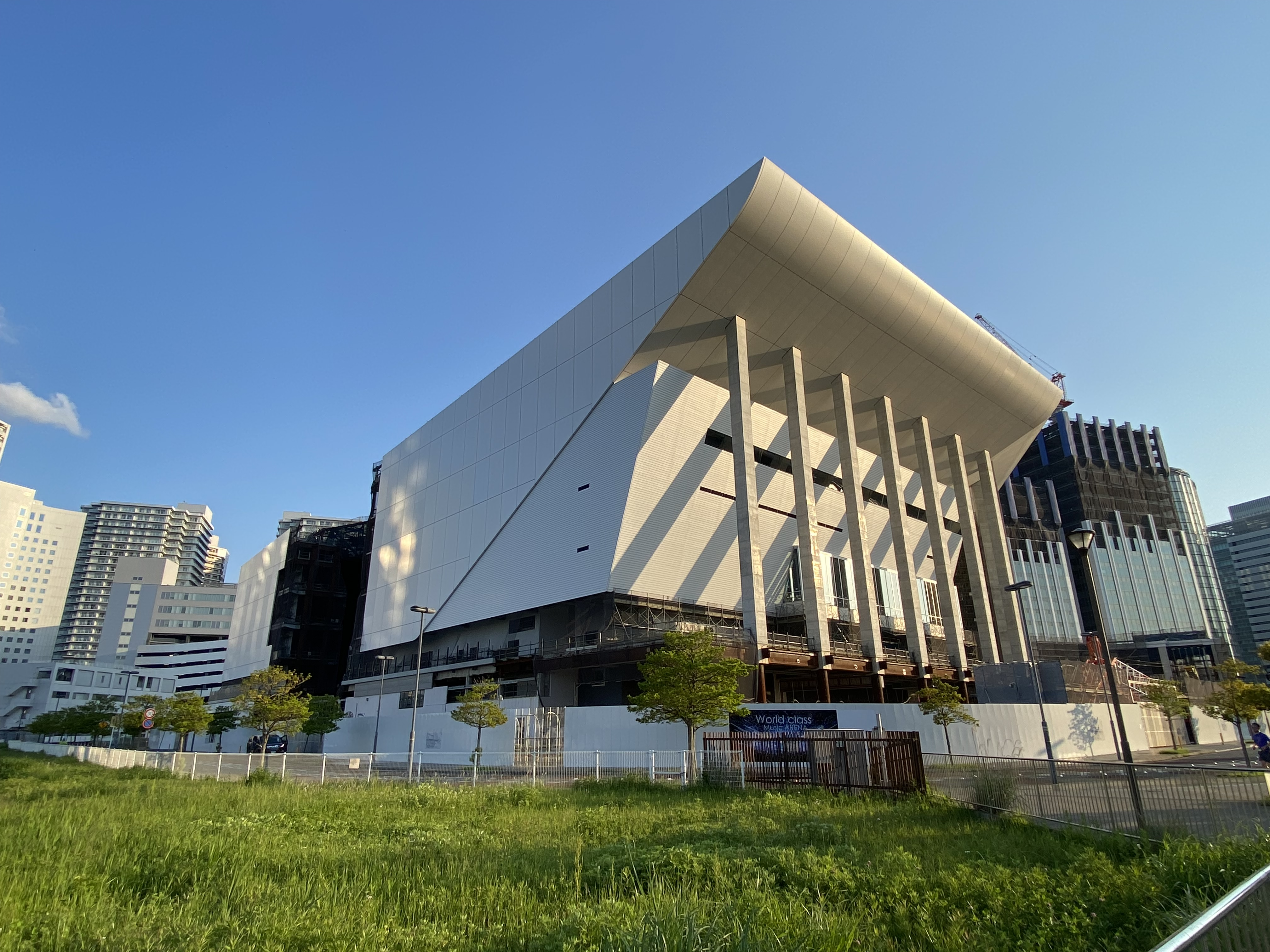
建設中のKアリーナ横浜（2022年5月撮影）
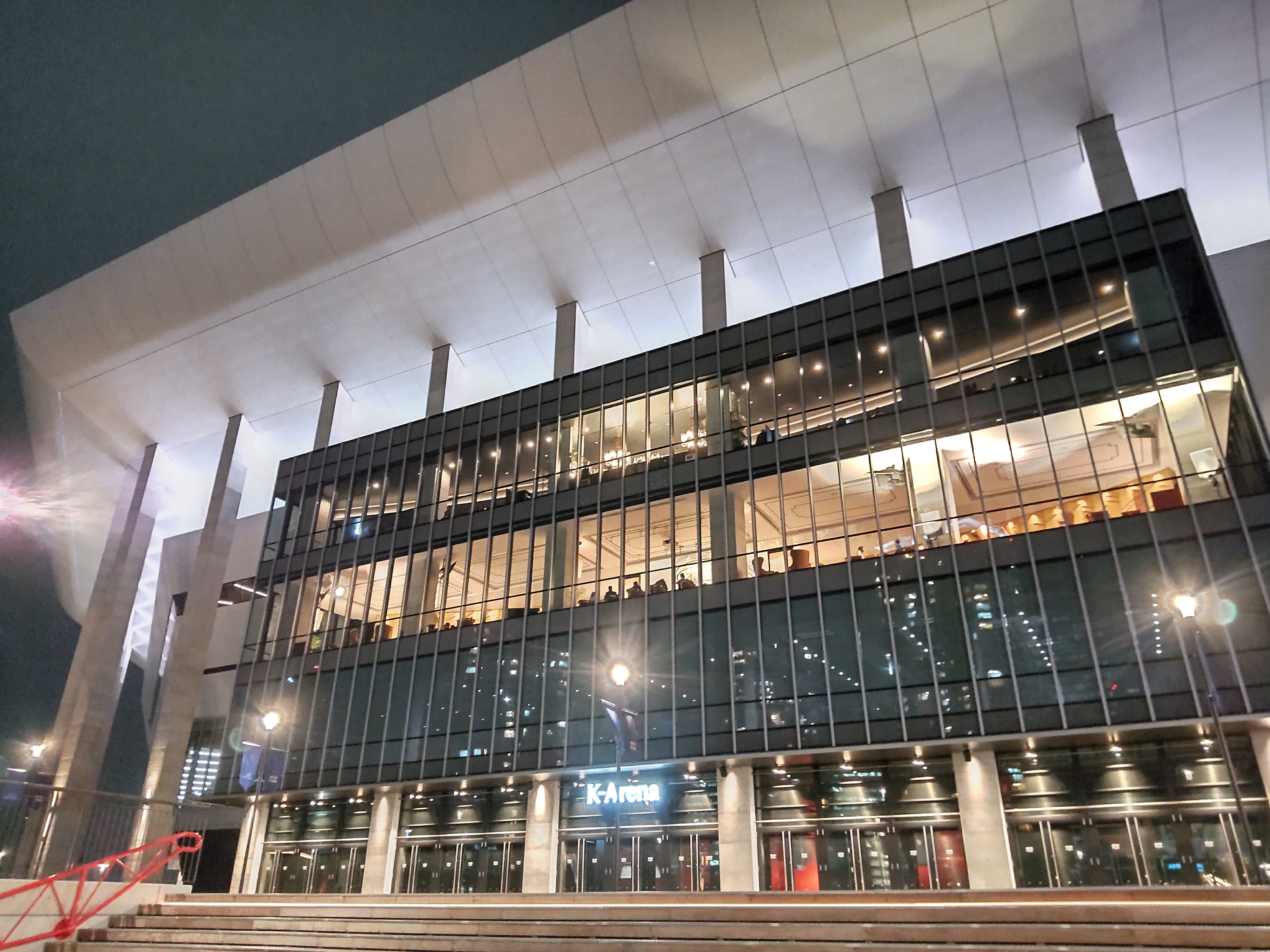
メインエントランス（2024年5月撮影）
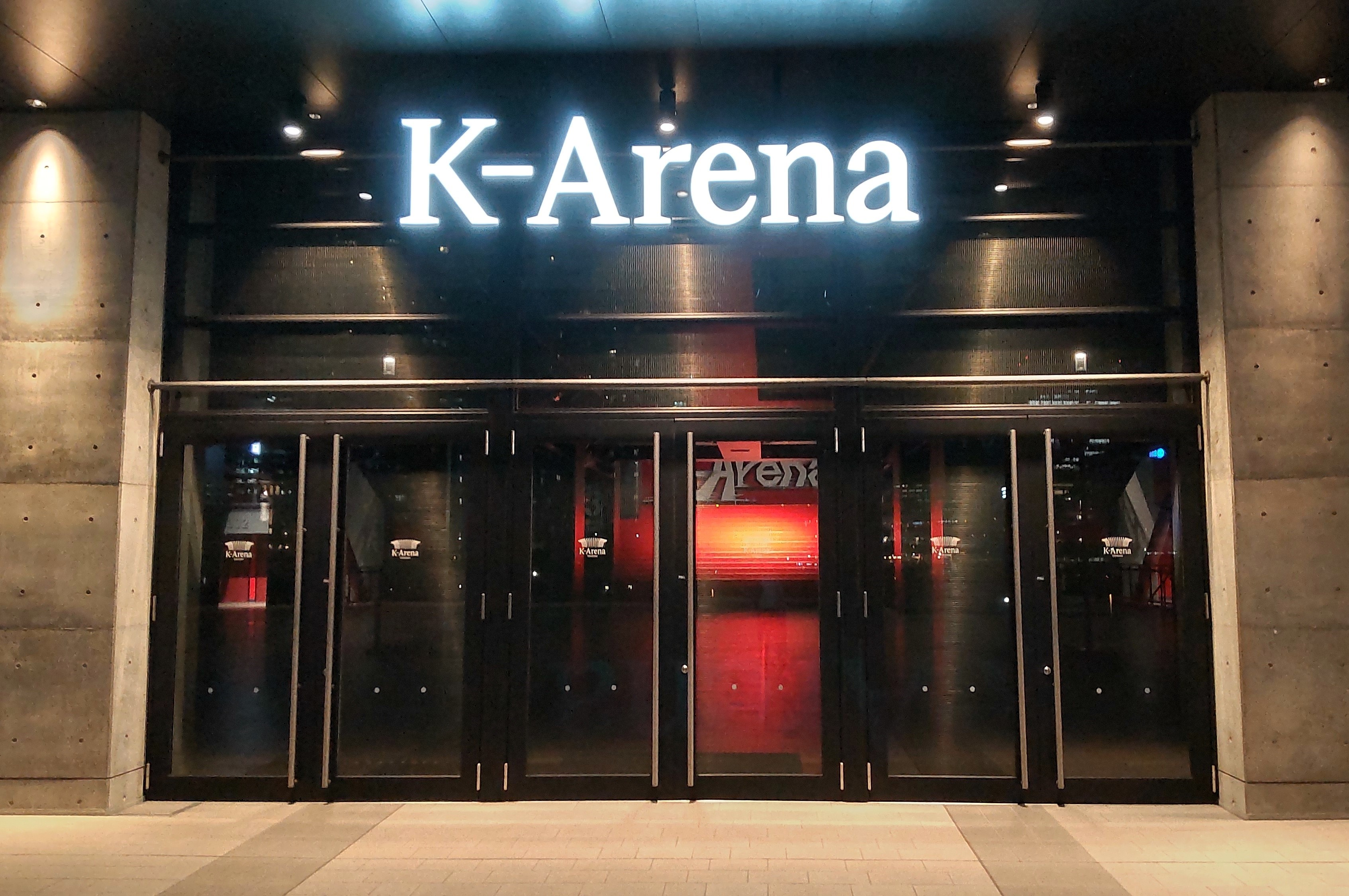
正面ゲート（2024年5月撮影）
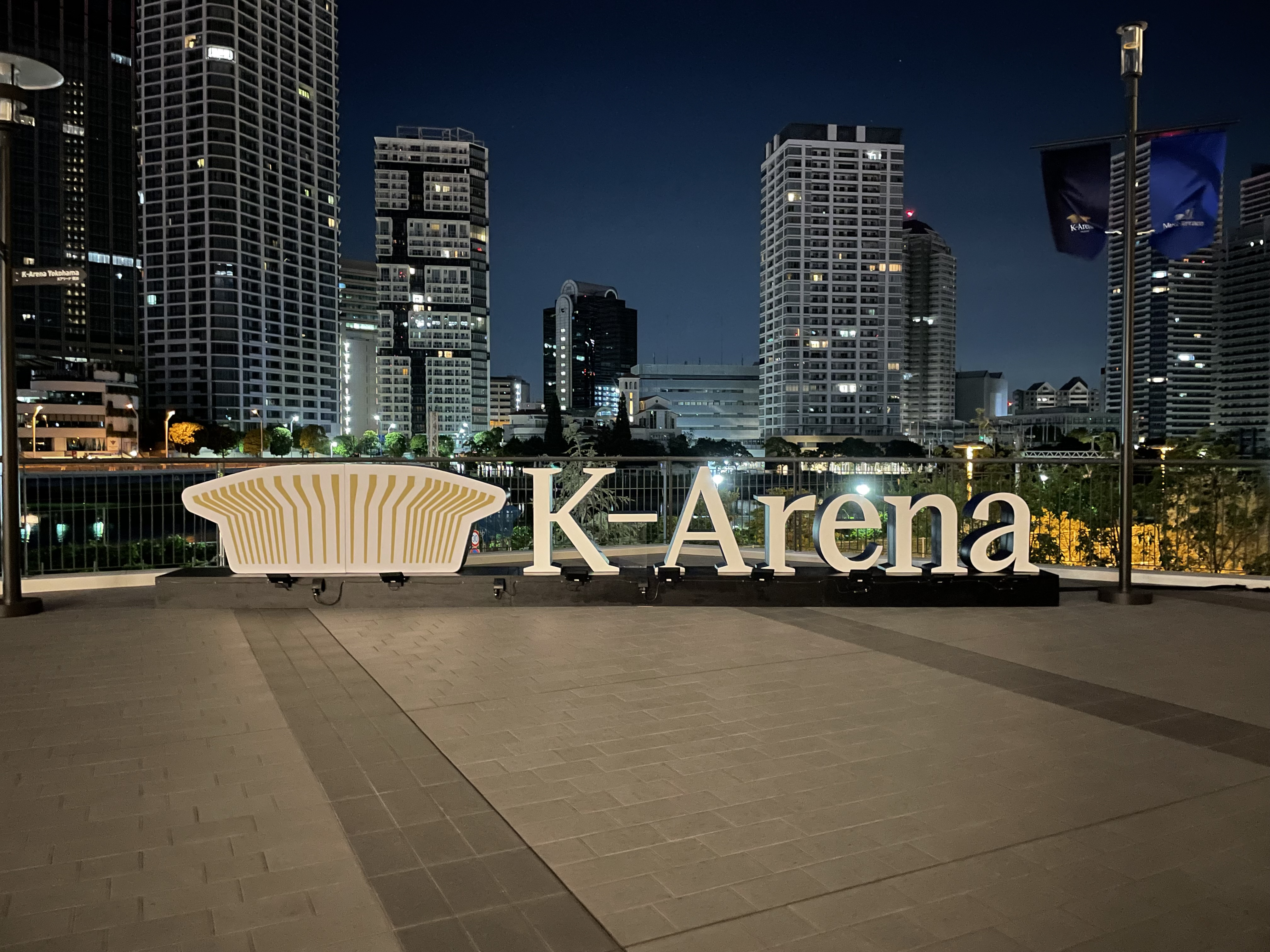
イベントスペースの広場にある「K-Arena」モニュメント（2023年10月撮影）

## アクセス
- JR東日本各線、京浜急行本線、東急東横線、相鉄本線、横浜市営地下鉄ブルーライン
  - 「横浜駅」東口より徒歩9分[29]。
- みなとみらい線
  - 「新高島駅」4番出口（臨港パーク口）より徒歩5分[29]。
  - 「みなとみらい駅」2番出口（いちょう通り口）より徒歩12分[29]。
- リムジンバス
  - 羽田空港より京浜急行バスが運行する山下公園･みなとみらい地区･赤レンガ倉庫線にて「Kアリーナ横浜・ヒルトン横浜」下車[30]。※2023年10月1日から停車開始

### 帰宅問題と高島水際線デッキ
収容人員約2万人の大規模アリーナではあるものの、開業時点で最寄り駅の1つである横浜駅への主な動線が南側に迂回するサウスゲートの1箇所のみで、その先もはまみらいウォーク経由に集中するうえ、歩道上の安全確保や群集事故防止の観点からイベント終了後に規制退場を行うことがあり、帰宅に時間がかかる問題が発生している。状況によっては横浜駅まで1時間から2時間程度かかるとされる。アリーナ側は、みなとみらい駅方面へのルート案内や横浜駅までの複数のルート案内などに努めるとしている。

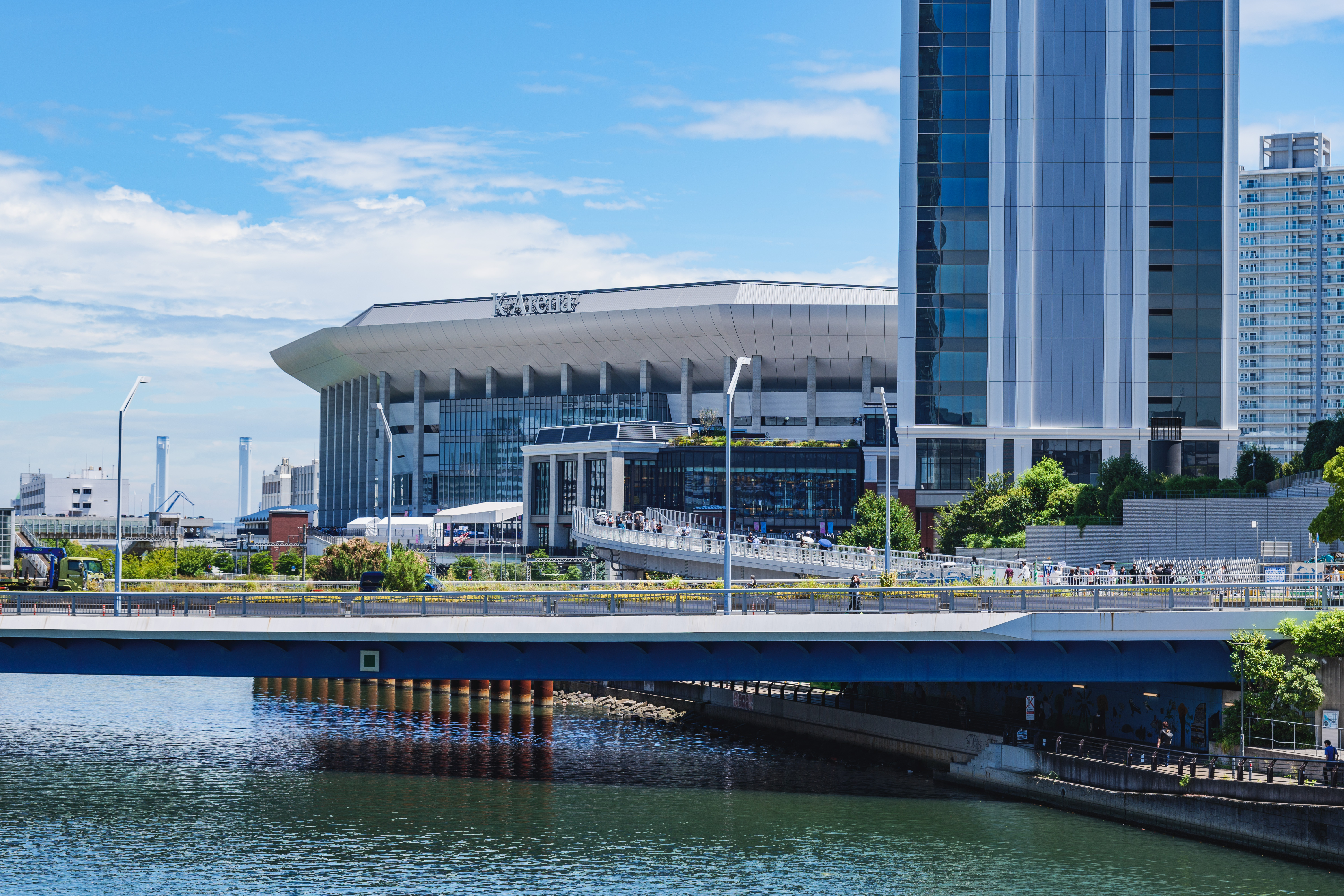
開通後の高島水際線デッキ（2025年8月）

また、ウエストゲートでは高島線を跨いでみなとみらい大橋に接続する歩行者デッキ「高島水際線デッキ」を横浜市が建設し新たな動線を確保する計画となっているが、想定外の地盤が発見され工法の変更が必要となったため、当アリーナの開業には間に合わず工期が遅れることとなった。2024年5月29日、デッキ部分の整備が完了したため同年6月1日より当アリーナでの公演・イベント開催時や休日に暫定供用を開始し、水際線プロムナードにおりるスロープ（工事用スロープを活用した仮設スロープ）についても同年8月以降暫定供用を開始する予定であることが市会常任委員会における報告で公表されたが、その後に設計ミスによる構造上の不具合（鉄筋の数が足りず強度不足の状態）で橋台にひび割れが生じていることが設計者であるJR東日本コンサルタンツからの報告で明らかとなり、前日の5月31日になって供用開始が延期された。その後、補修・補強工事が完了し当初の計画（当アリーナの開業と同時開通）より約1年半遅れて、2025年3月27日に前述の水際線プロムナードにおりる仮設スロープと共に暫定開通を迎えた。これにより以前より問題になっていた帰宅問題はある程度解消されている。なお、今後は2026年3月の完成を目指して本設スロープや階段の整備を進めていく方針である。
この他、将来的には隣接地の開発により横浜駅方面からデッキレベルでのアクセスも可能となる見込みである（詳細は後節）。

## 近隣の音楽施設
みなとみらい地区内には当アリーナの他にも以下の施設が所在・あるいは開業予定であり、音楽関連施設の集積が進んでいる。なお、下記の屋内施設以外にも音楽ライブ等を開催できる野外広場があり、当アリーナが所在するミュージックテラス（2023年9月開業、60・61街区）や様々な音楽フェスが開催されている赤レンガ倉庫（1911年竣工、2街区）前の広場、横浜シンフォステージ（2024年開業、53街区）にもイベントスペースが設置される予定である。
- パシフィコ横浜・国立大ホール（収容人数約5,000席、1994年開業）、展示ホール（最大収容人数約18,000席、1991年開業）
- 横浜みなとみらいホール（大ホール：収容人数2,020席/小ホール：440席、1998年開業）
- ランドマークホール（収容人数510人、音楽コンサートを核とした施設として2018年リニューアル）[41]
- ぴあアリーナMM（収容人数約10,000人、2020年開業、38街区）[42][43]
- KT Zepp Yokohama（収容人数約2,000人のライブハウス型ホール、2020年開業、47街区コーエーテクモゲームス本社ビル〈KTビル〉併設）[44]
- 横浜みなとみらいブロンテ (Bronth.LIVE)（収容人数350人のライブハウス、旧ブリリア・ショートショートシアターを改装利用し2019年7月開業）

また、みなとみらい地区周辺には「ビルボードライブ横浜」「1000 CLUB」「YOKOHAMA COAST」などの音楽施設が相次いで開業したほか、コンサートが開催されている屋内施設としては近隣の関内には神奈川県民ホール（2025年3月休館）、横浜BUNTAI（収容人数5,000席、2024年4月開業）、新横浜には最大収容人数約17,000人（客席数11,000席）の横浜アリーナがある。

## 隣接地の開発
隣接地にあたる60・61街区残存区画（南側半分）の開発事業者公募では2024年2月、当アリーナの事業者でもあるケン・コーポレーションが代表企業となり、さらにSMFLみらいパートナーズ、鹿島建設、学校法人岩崎学園を構成企業とする企業グループが事業予定者に選ばれた。東棟（オフィス、ホテル、ミュージアム、商業施設/2029年2月竣工予定）と西棟（専門学校/2028年8月竣工予定）からなる「Linkage Terrace」（リンケージテラス）を新設する計画で、ミュージックテラスとも連携・デッキ接続し街区全体のにぎわいを創出するほか、52街区方面からの歩行者デッキ（とちのき通りを横断）を街区内にも誘導し接続することで、将来的には横浜駅方面から当アリーナまでデッキレベルでのアクセスも可能となる見込みである。
一方、今後開発予定の62街区（ハーバーエッジプロジェクト）方面ともミュージックテラス（当アリーナ付近のイーストゲート）からデッキで接続する計画となっている。